# Reto Indergand
Reto Indergand (Altdorf, 15 de diciembre de 1991) es un deportista suizo que compite en ciclismo de montaña en la disciplina de campo a través. Ganó dos medallas de plata en el Campeonato Europeo de Ciclismo de Montaña, en los años 2013 y 2015.

## Medallero internacional
| Campeonato Europeo | Campeonato Europeo      | Campeonato Europeo | Campeonato Europeo         |
| Año                | Lugar                   | Medalla            | Competición                |
| ------------------ | ----------------------- | ------------------ | -------------------------- |
| 2013               | Berna (Suiza)           | Medalla de plata   | Campo a través por relevos |
| 2015               | Chies d'Alpago (Italia) | Medalla de plata   | Campo a través por relevos |